# Křenovice u Slavkova
Křenovice   (deutsch Krenowitz, früher Krzenowitz) ist eine Gemeinde in Tschechien. Sie liegt 17 Kilometer südöstlich des Stadtzentrums von Brünn und gehört zum Okres Vyškov.

## Geographie

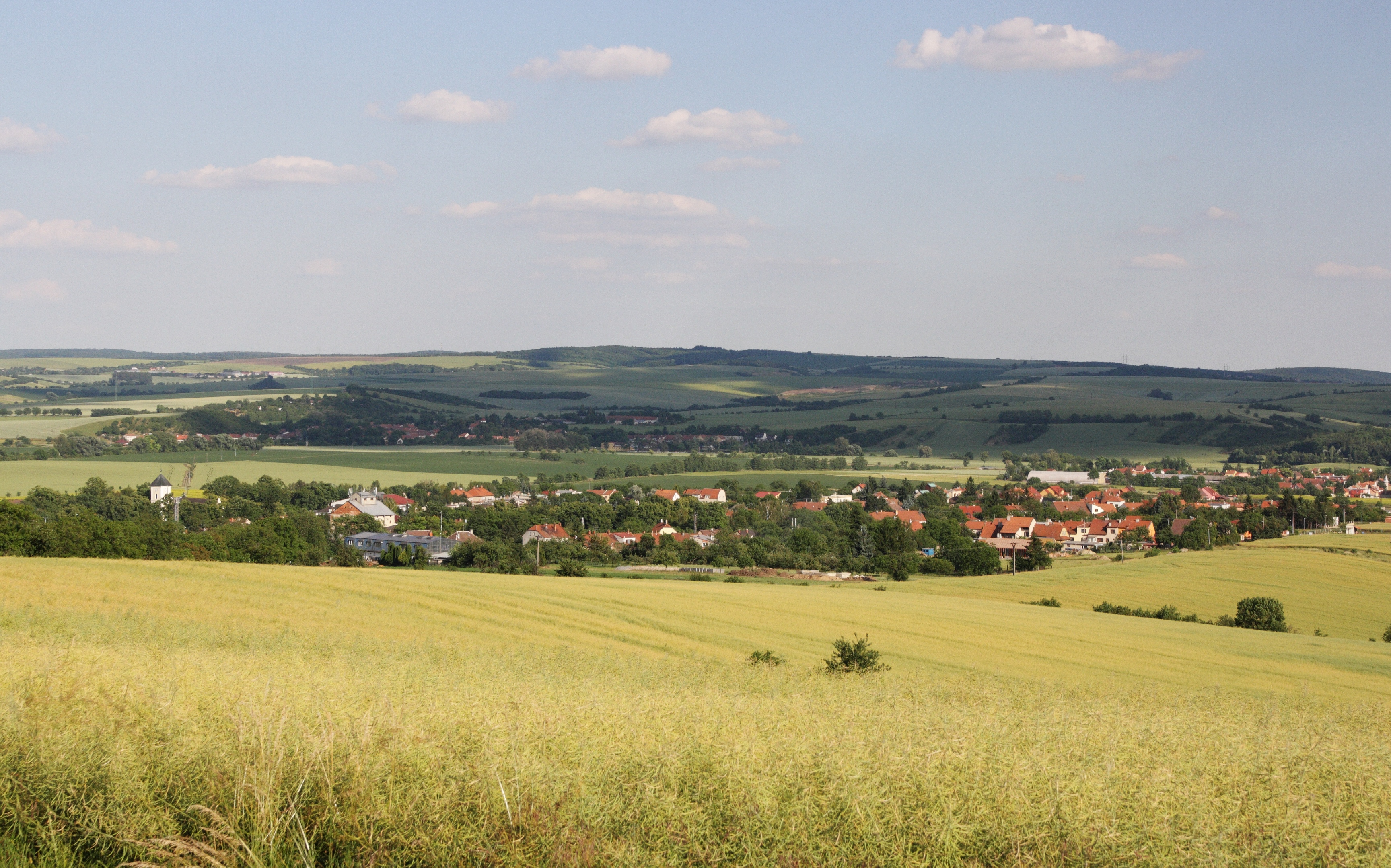
Ortsansicht (2014)

Křenovice liegt am Unterlauf des Baches Rakovec im Wischauer Tor. Nordöstlich erhebt sich der Cikán (287 m), südwestlich der Pracký kopec (Pratzeberg, 324 m) und im Westen die Vinohrady (289 m). In Křenovice kreuzen sich die Eisenbahnstrecken von Brno nach Přerov bzw. über den Wlarapass. Křenovice hat zwei Bahnhöfe, den im Westteil des Dorfes gelegenen Křenovice horní nádraží an erstgenannter, den Křenovice dolní nádraží im östlichen Teil an letztgenannter Strecke.
Nachbarorte sind Kruh, Holubice und Velešovice im Norden, Kroužek und Kroužecký Dvůr im Nordosten, Slavkov u Brna im Osten, Heršpice und Vážany nad Litavou im Südosten, Hrušky im Süden, Šaratice und Zbýšov im Südwesten, Prace und Ponětovice im Westen sowie Jiříkovice und Blažovice im Nordwesten.

## Geschichte
Archäologische Funde belegen eine frühzeitliche Besiedlung des Gemeindegebiets. Erstmals urkundlich erwähnt sind Dorf und Pfarrkirche im Jahr 1305 als Besitz der Herren von Deblín. Nach zahlreichen Besitzerwechseln erwarben zu Beginn des 16. Jahrhunderts die Grafen von Kaunitz das Dorf. Zum Ende des 16. Jahrhunderts war das aus 61 Anwesen bestehende Krzenowitz eines der zehn nach Austerlitz untertänigen Dörfer und war nach Hodějice und Rašovice das drittgrößte. Während des Dreißigjährigen Krieges verödete das Dorf. 1645 waren nur noch sechs Anwesen bewirtschaftet. Nach dem Ende des Krieges begann die Wiederbesiedlung und im Hufenregister von 1676 sind für Křenovice wieder 31 bewirtschaftete Anwesen erfasst. Danach erlangte der Ort seine Blütezeit; 1772 erreichte das aus damals 71 Häusern bestehende Dorf die höchste Einwohnerzahl seiner Geschichte. Die Grafen von Kaunitz finanzierten 1783 den Bau einer neuen Schule. 1788 waren in die Dorfschule 127 Kinder eingeschult. In den letzten Novembertagen des Jahres 1805 befanden sich vor der Schlacht bei Austerlitz in Krenowitz die Hauptquartiere des russischen Zaren Alexander I. und des Kaisers Franz II. Trotz ihrer zahlenmäßigen Überlegenheit und der von Napoléon geschickt vorgetäuschten Schwäche zögerten Kaiser Franz II. und General Kutusow, einen Angriff einzuleiten, denn ihre Seite erwartete Verstärkungen. 1834 lebten in den 122 Häusern des Dorfes 574 Personen.
Nach der Ablösung der Patrimonialherrschaften gehörte der Ort ab 1850 zum politischen Bezirk Wischau. In der zweiten Hälfte des 19. Jahrhunderts bezog die Schule ein neues Gebäude. In dieser Zeit entstanden auch der neue Friedhof und die Bahnstrecke der k.k. Nordbahn. 1907 wurde ein neues Pfarrhaus eingeweiht, 1921 das Dorf elektrifiziert und 1927 der Rakovec reguliert. Während der deutschen Besetzung wurde Krenowitz mit Birnbaum zu einer Gemeinde vereinigt. Nach Kriegsende wurde dies 1945 wieder aufgehoben. Zwischen 1949 und 1960 war Křenovice Teil des Okres Slavkov und kam nach dessen Auflösung zum Okres Vyškov zurück.

## Gemeindegliederung
Für die Gemeinde Křenovice sind keine Ortsteile ausgewiesen.

## Sehenswürdigkeiten
- Pfarrkirche des hl. Laurentius
- Friedenskreuz zur Erinnerung an die Schlacht bei Austerlitz

## Söhne und Töchter der Gemeinde
- Otakar Černý (1919–2009), tschechoslowakischer Jagdflieger im Zweiten Weltkrieg und Opfer eines kommunistischen Schauprozesses